# Kerstenzi
Kerstenzi (ukrainisch: Керстенці; rumänisch: Cristinești) ist eine Gemeinde in der Oblast Tscherniwzi in der Ukraine.
Am 12. August 2015 wurde das Dorf ein Teil neu gegründeten Landgemeinde Nedobojiwzi im Rajon Chotyn, bis dahin bildete es die Landratsgemeinde Kerstenzi (Керстенецька сільська рада/Kerstenezka silska rada) im Süden des Rajons.
Seit dem 17. Juli 2020 ist der Ort ein Teil des Rajons Dnister.

## Geschichte
Zu Beginn des 19. Jahrhunderts gehörte Kerstenzi zum Bezirk Hilavățului des Kreises Hotin. Ab 1918 war Kerstenzi, das nun Cristinești hieß, Teil des rumänischen Herza-Gebietes. 1940 wird es von der UdSSR annektiert, 1941–1944 war es von Rumänien besetzt.
Nach dem Zweiten Weltkrieg kam der Ort zur Ukrainischen SSR und ist seit 1991 ein Teil der heutigen Ukraine in der Oblast Tscherniwzi.

## Persönlichkeiten
- Bogdan Petriceicu Hasdeu (1838–1907), rumänischer Politiker, Schriftsteller und Historiker